# Yitzhak Melamed
Yitzhak Yohanan Melamed (* 7. März 1968) ist ein israelisch-amerikanischer Philosoph und Hochschullehrer an der Johns Hopkins University in Baltimore.

## Leben
Melamed wurde in einer russisch-israelischen Familie geboren.
Nach dem Studium an der Universität Tel Aviv von 1990 bis 1996 ging Melamed an die Yale University. Dort promovierte er 2005 bei Michael Della Rocca über das Thema The Metaphysics of Substance and the Metaphysics of Thought in Spinoza (Die Metaphysik der Substanz und die Metaphysik des Denkens bei Spinoza).
Von 2005 bis 2008 war er Assistenzprofessor an der University of Chicago. Im Jahr 2008 wechselte er an die Johns Hopkins University in Baltimore. 2010 wurde er dort Associate Professor, 2013 Full Professor.

## Antisemitischer Angriff und Polizeigewalt 2018
Melamed wurde am 11. Juli 2018 im Bonner Hofgarten mit antisemitischem Hintergrund angegriffen, weil er als gläubiger Jude eine Kippa trug. Laut Aussage des Professors schubste ihn der 20-jährige Angreifer, beleidigte ihn und schlug ihm mehrmals die Kippa vom Kopf. Unter anderem habe der Angreifer „I fuck Jews“ und „Keine Juden in Deutschland“ gerufen. Die herbeigerufenen Polizeibeamten hielten Melamed, der den weglaufenden Angreifer verfolgte, für den Täter, fixierten ihn, schlugen ihm anschließend mehrmals in das Gesicht und nahmen ihn fest. Über die Anzahl der Schläge gibt es unterschiedliche Angaben, einige Medien berichten von „wenigen Dutzend“, Melamed selbst spricht von ungefähr 50 bis 70 Schlägen ins Gesicht.  Laut Aussagen der Beamten und der Pressemeldung der Bonner Polizei soll sich Melamed gegen die Polizeimaßnahmen gewehrt haben, was er bestritten hat. Ein Zeuge berichtete von einem „äußerst brutalen“ Verhalten des Polizisten, der daraufhin versetzt wurde.
Die Bonner Polizeipräsidentin Ursula Brohl-Sowa und NRW-Innenminister Herbert Reul entschuldigten sich am Tag darauf bei dem Professor. Es wurden Ermittlungen gegen die vier am Einsatz beteiligten Polizisten, die zwischen 25 und 28 Jahren alt waren, aufgenommen, inzwischen wurden sie alle in andere Abteilungen versetzt. Neben dem Vorwurf der Körperverletzung wurde auch wegen möglicher Strafvereitelung im Amt ermittelt, da die Beamten Melamed zunächst davon abhalten wollten, sich über den Einsatz zu beschweren. Allerdings wurden nach ausführlichen Ermittlungen der Staatsanwaltschaft, die Ermittlungen eingestellt. Ein rechtlich Fehlerhaftes verhalten konnte nicht festgestellt werden. Weiterhin konnte die Aussage Melameds, die Polizisten hätten versucht ihn von einer Beschwerde abzubringen durch seine eigene Begleiterin entkräftet werden. „Die Zeugenaussage einer Begleiterin Melameds, die bei dem Vorfall zugegen war, hat diesen Verdacht Buß zufolge entkräftet.“
Trotz des Vorfalls hielt der Professor noch am selben Tag seinen geplanten Gastvortrag an der Rheinischen Friedrich-Wilhelms-Universität. Gegen den mutmaßlichen Täter, einen 20-jährigen Deutschen palästinensischer Abstammung, war bereits zuvor wegen eines Raubüberfalles ein Haftbefehl ausgestellt und wieder außer Kraft gesetzt worden. Nach dem Angriff auf Melamed wurde der Tatverdächtige zunächst festgenommen, dann aber wieder freigelassen. Am 17. Juli bedrohte er ebenfalls im Hofgarten in Bonn Passanten mit einem Messer, weshalb der Haftbefehl wegen Wiederholungsgefahr in Kraft gesetzt wurde. Am 19. Juli 2018 demonstrierten wegen des Vorfalls rund 600 Menschen in Bonn beim „Tag der Kippa“ gegen Antisemitismus. Der geständige Angreifer wurde im Oktober 2019 wegen Volksverhetzung zu einer Gesamtstrafe von viereinhalb Jahren verurteilt. In diese wurde auch eine frühere Verurteilung wegen Raubes in Höhe von drei Jahren und neun Monaten und wegen Beleidigung in einem anderen Fall miteinbezogen.
Zu den nach rechtsstaatlichen Prinzipien ablaufenden Verfahren äußerte sich Melamed wie folgt: „Meine einzige Reaktion ist, dass Sie leider ein rassistisches und korruptes Polizeisystem haben“ Weiterhin empfand Melamed die verurteilte und bewusst aggressive antisemitische Attacke als zweitrangig. Er empfand den subjektiv eingeschätzten Antisemitismus des Staates als deutlich schlimmer. Die eingesetzten Beamten verglich er in diesem Zusammenhang mit einer Gang.

## Werke
- The Young Spinoza. A Metaphysician in the Making. Oxford University Press 2015, ISBN 978-0-19-997165-7
- Eternity. A History. Oxford University Press 2016, ISBN 978-0-19-978186-7
- Spinoza’s „Ethics“. A Critical Guide. Cambridge University Press 2017, ISBN 978-1-107-11811-9

Als Herausgeber:
- Herausgegeben zs. mit Eckart Förster: Spinoza and German Idealism. Cambridge University Press 2012, ISBN 978-1-107-53893-1
- Mitherausgeber: The Autobiography of Solomon Maimon. The Complete Translation. Princeton University Press 2018, ISBN 978-1-4008-9044-6